# NGC 5047
NGC 5047 ist eine 12,6 mag helle Linsenförmige Galaxie vom Hubble-Typ S0 im Sternbild Jungfrau auf der Ekliptik. Sie ist schätzungsweise 79 Millionen Lichtjahre von der Milchstraße entfernt und hat einen Durchmesser von etwa 65.000 Lichtjahren. 

Im selben Himmelsareal befinden sich u. a. die Galaxien NGC 5037, NGC 5044, NGC 5046, NGC 5049.
Das Objekt wurde am 7. Mai 1787 von Wilhelm Herschel mit einem 18,7-Zoll-Spiegelteleskop entdeckt, der sie dabei nur mit „vF“ beschrieb.